# Élections municipales de 2021 dans Montmagny
Pour un article plus général, voir Élections municipales de 2021 en Chaudière-Appalaches.
Cet article concerne les élections municipales de 2021 en Chaudière-Appalaches dans la municipalité régionale de comté de Montmagny.

## Montmagny

### Berthier-sur-Mer
Résultats
|             | Élection (2017)                                                                    | Dissolution (2021)                                                                 | Élection (2021)                                                                            |
| Maire       | Richard Galibois                                                                   | Richard Galibois                                                                   | Richard Galibois                                                                           |
| Conseillers | Claire Bossé Jocelyn Lapointe Mario Cantin Diane Blais Chantal Godin Marie Tanguay | Claire Bossé Jocelyn Lapointe Mario Cantin Diane Blais Chantal Godin Marie Tanguay | Claire Bossé Jocelyn Lapointe Mario Cantin Michèle Lamonde Chantal Godin Marie-Eve Lampron |

| Candidats pour la mairie   | Vote            | %               |
| -------------------------- | --------------- | --------------- |
| Richard Galibois (Sortant) | Sans opposition | Sans opposition |

| Candidats conseiller #1 | Vote            | %               |
| ----------------------- | --------------- | --------------- |
| Claire Bossé (Sortante) | Sans opposition | Sans opposition |

| Candidats conseiller #2    | Vote            | %               |
| -------------------------- | --------------- | --------------- |
| Jocelyn Lapointe (Sortant) | Sans opposition | Sans opposition |

| Candidats conseiller #3 | Vote            | %               |
| ----------------------- | --------------- | --------------- |
| Mario Cantin (Sortant)  | Sans opposition | Sans opposition |

| Candidats conseiller #4 | Vote            | %               |
| ----------------------- | --------------- | --------------- |
| Michèle Lamonde         | Sans opposition | Sans opposition |

| Candidats conseiller #5 | Vote            | %               |
| ----------------------- | --------------- | --------------- |
| Chantal Godin (Sortant) | Sans opposition | Sans opposition |

| Candidats conseiller #6 | Vote            | %               |
| ----------------------- | --------------- | --------------- |
| Marie-Eve Lampron       | Sans opposition | Sans opposition |

- Démission de Marie-Ève Lampron, conseillère #6, avant le 10 janvier 2022 pour accepter le poste de directrice-générale et greffière-trésorière de la municipalité[1],[2].

- Entrée en fonction de Ginette Rochefort au poste de conseillère #6 entre avril et mai 2022.

| Candidats conseiller #6 | Vote | %   |
| ----------------------- | ---- | --- |
| Ginette Rocheford       | n/d  | n/d |

- Démission de Mario Cantin, conseiller #3, le 5 décembre 2022[3].

- Élection de Sébastien Dufour au poste de conseiller #3 le 26 mars 2023[4].

| Candidats conseiller #3 | Vote      | %     |
| ----------------------- | --------- | ----- |
| Sébastien Dufour        | 140       | 71,07 |
| Martin Gaudreau         | 57        | 28,93 |
| Taux de participation   | 197 / 197 | 100   |

### Cap-Saint-Ignace
Résultats
|             | Élection (2017)                                                                             | Dissolution (2021)                                                                          | Élection (2021)                                                                             |
| Maire       | Jocelyne Caron                                                                              | Jocelyne Caron                                                                              | Jocelyne Caron                                                                              |
| Conseillers | Pierre Martineau Jonathan Daigle Pauline Joncas Gaétan Bélanger Evelyne Gallet Chantal Côté | Pierre Martineau Jonathan Daigle Pauline Joncas Gaétan Bélanger Evelyne Gallet Chantal Côté | Pierre Martineau Jonathan Daigle Pauline Joncas Gaétan Bélanger Evelyne Gallet Chantal Côté |

| Taux de participation :                | Taux de participation :                | Taux de participation :                | Taux de participation :                | Taux de participation :                | 34,4 % |
| Nombre de votes valides :              | Nombre de votes valides :              | Nombre de votes valides :              | Nombre de votes valides :              | Nombre de votes valides :              | 881    |
| Nombre de votes rejetées à la mairie : | Nombre de votes rejetées à la mairie : | Nombre de votes rejetées à la mairie : | Nombre de votes rejetées à la mairie : | Nombre de votes rejetées à la mairie : | 4      |
| Nombre d'électeurs inscrits :          | Nombre d'électeurs inscrits :          | Nombre d'électeurs inscrits :          | Nombre d'électeurs inscrits :          | Nombre d'électeurs inscrits :          | 2 572  |

| Partis | Partis                   | Candidats pour la mairie | Vote | %     |
| ------ | ------------------------ | ------------------------ | ---- | ----- |
|        | Équipe de Jocelyne Caron | Jocelyne Caron (Sortant) | 668  | 75,82 |
|        | Indépendant              | Sylvain Frégeau          | 213  | 24,18 |

| Partis | Partis                   | Candidats conseiller #1    | Vote            | %               |
| ------ | ------------------------ | -------------------------- | --------------- | --------------- |
|        | Équipe de Jocelyne Caron | Pierre Martineau (Sortant) | Sans opposition | Sans opposition |

| Partis | Partis                   | Candidats conseiller #2   | Vote            | %               |
| ------ | ------------------------ | ------------------------- | --------------- | --------------- |
|        | Équipe de Jocelyne Caron | Jonathan Daigle (Sortant) | Sans opposition | Sans opposition |

| Partis | Partis                   | Candidats conseiller #3   | Vote            | %               |
| ------ | ------------------------ | ------------------------- | --------------- | --------------- |
|        | Équipe de Jocelyne Caron | Pauline Joncas (Sortante) | Sans opposition | Sans opposition |

| Partis | Partis                   | Candidats conseiller #4   | Vote            | %               |
| ------ | ------------------------ | ------------------------- | --------------- | --------------- |
|        | Équipe de Jocelyne Caron | Gaétan Bélanger (Sortant) | Sans opposition | Sans opposition |

| Partis | Partis                   | Candidats conseiller #5   | Vote            | %               |
| ------ | ------------------------ | ------------------------- | --------------- | --------------- |
|        | Équipe de Jocelyne Caron | Evelyne Gallet (Sortante) | Sans opposition | Sans opposition |

| Partis | Partis                   | Candidats conseiller #6 | Vote            | %               |
| ------ | ------------------------ | ----------------------- | --------------- | --------------- |
|        | Équipe de Jocelyne Caron | Chantal Côté (Sortante) | Sans opposition | Sans opposition |

- Décès d'Évelyne Gallet, conseillère #5, le 23 septembre 2023[5].

- Élection partielle pour le poste de conseiller #5 le 21 janvier 2024[6].

| Candidats conseiller #5 | Vote    | %       |
| ----------------------- | ------- | ------- |
| Sonia Isabelle          | à venir | à venir |
| Christine Talbot        | à venir | à venir |

### Lac-Frontière
Résultats
|             | Élection (2017)                                                                                 | Dissolution (2021)                                                       | Élection (2021)                                                                             |
| Maire       | Alain Robert                                                                                    | Alain Robert                                                             | Alain Robert                                                                                |
| Conseillers | Serge Blais Jacques Lapointe Pierre-Paul Caron Martin Fournier Réjean Tardif Ghislaine Fradette | Serge Blais Jacques Lapointe Pierre-Paul Caron Vacant Ghislaine Fradette | Serge Blais Francine Bigras Sarto Pelletier Sylvie Lapointe Brigitte Martin Pierre Lapointe |

| Candidats pour la mairie | Vote            | %               |
| ------------------------ | --------------- | --------------- |
| Alain Robert (Sortant)   | Sans opposition | Sans opposition |

| Candidats conseiller #1 | Vote            | %               |
| ----------------------- | --------------- | --------------- |
| Serge Blais (Sortant)   | Sans opposition | Sans opposition |

| Candidats conseiller #2    | Vote | %     |
| -------------------------- | ---- | ----- |
| Francine Bigras            | 75   | 50,68 |
| Jacques Lapointe (Sortant) | 73   | 49,32 |

| Candidats conseiller #3     | Vote | %     |
| --------------------------- | ---- | ----- |
| Sarto Pelletier             | 98   | 66,22 |
| Pierre Paul Caron (Sortant) | 50   | 33,78 |

| Candidats conseiller #4 | Vote            | %               |
| ----------------------- | --------------- | --------------- |
| Sylvie Lapointe         | Sans opposition | Sans opposition |

| Candidats conseiller #5 | Vote            | %               |
| ----------------------- | --------------- | --------------- |
| Brigitte Martin         | Sans opposition | Sans opposition |

| Candidats conseiller #6 | Vote | %     |
| ----------------------- | ---- | ----- |
| Pierre Lapointe         | 104  | 70,75 |
| Lisette Duval           | 43   | 29,25 |

- Démission de Sylvie Lapointe, conseillère #4, le 3 janvier 2023[7].

- Élection de Ludvig Breton au poste de conseiller #4 le 23 avril 2023[8].

| Candidats conseiller #6 | Vote | %     |
| ----------------------- | ---- | ----- |
| Ludvig Breton           | 63   | 56,76 |
| Jacques Lapointe        | 48   | 43,24 |

- Départ de Francine Bigras, conseillère #2, le 2 novembre 2023[9].

- Élection partielle au poste de conseiller #2 le 18 février 2024

### Montmagny
Résultats
|             | Élection (2017)                                                                     | Dissolution (2021)                                                          | Élection (2021)                                                                                  |
| Maire       | Rémy Langevin                                                                       | Bernard Boulet                                                              | Marc Laurin                                                                                      |
| Conseillers | Gaston Morin Jessy Croteau Yves Gendreau Bernard Boulet Sylvie Boulet Marc Langlois | Gaston Morin Jessy Croteau Yves Gendreau Vacant Sylvie Boulet Marc Langlois | Marc Langlois Jessy Croteau Michelle Bernard Mireille Thibault Sylvie Boulet Gabrielle Brisebois |

| Taux de participation :                | Taux de participation :                | Taux de participation :                | Taux de participation :                | Taux de participation :                | 37,9 % |
| Nombre de votes valides :              | Nombre de votes valides :              | Nombre de votes valides :              | Nombre de votes valides :              | Nombre de votes valides :              | 3 503  |
| Nombre de votes rejetées à la mairie : | Nombre de votes rejetées à la mairie : | Nombre de votes rejetées à la mairie : | Nombre de votes rejetées à la mairie : | Nombre de votes rejetées à la mairie : | 32     |
| Nombre d'électeurs inscrits :          | Nombre d'électeurs inscrits :          | Nombre d'électeurs inscrits :          | Nombre d'électeurs inscrits :          | Nombre d'électeurs inscrits :          | 9 321  |

| Candidats pour la mairie | Vote  | %     |
| ------------------------ | ----- | ----- |
| Marc Laurin              | 1 943 | 55,47 |
| Bernard Boulet (Sortant) | 1 560 | 44,53 |

| Candidats district #1   | Vote            | %               |
| ----------------------- | --------------- | --------------- |
| Marc Langlois (Sortant) | Sans opposition | Sans opposition |

| Candidats district #2   | Vote            | %               |
| ----------------------- | --------------- | --------------- |
| Jessy Croteau (Sortant) | Sans opposition | Sans opposition |

| Candidats district #3 | Vote | %     |
| --------------------- | ---- | ----- |
| Michelle Bernard      | 346  | 54,40 |
| Marc Couillard        | 290  | 45,60 |

| Candidats district #4 | Vote            | %               |
| --------------------- | --------------- | --------------- |
| Mireille Thibault     | Sans opposition | Sans opposition |

| Candidats district #5   | Vote | %     |
| ----------------------- | ---- | ----- |
| Sylvie Boulet (Sortant) | 464  | 74,12 |
| Alain Proulx            | 162  | 25,88 |

| Candidats district #6 | Vote            | %               |
| --------------------- | --------------- | --------------- |
| Gabrielle Brisebois   | Sans opposition | Sans opposition |

- Démission de Marc Langlois, conseiller #1, le 29 mai 2023 en raison de différents irréconciliables avec le maire et le directeur général[10].

- Élection de Marc Lefrançois au poste de conseiller #1 le 17 septembre 2023[11].

| Candidats district #1   | Vote        | %     |
| ----------------------- | ----------- | ----- |
| Marc Lefrançois         | 256         | 41,49 |
| Colin Lavergne          | 183         | 29,66 |
| Jean-Paul Rochefort     | 99          | 16,05 |
| Suzie Laure Fopa Dongmo | 52          | 8,43  |
| Laurie Caron            | 27          | 4,38  |
| Bulletins rejetés       | 3           |       |
| Taux de participation   | 620 / 1 436 | 43,18 |

### Notre-Dame-du-Rosaire
Résultats
|             | Élection (2017)                                                                     | Dissolution (2021)                                                                   | Élection (2021)                                                                   |
| Maire       | Danye Anctil                                                                        | Danye Anctil                                                                         | Aucune candidature                                                                |
| Conseillers | Nathalie Beaudoin André Boulet Ronald Côté Alain Landry Jules Blais Michel Bélanger | Nathalie Beaudoin Gérald Talbot Ronald Côté Alain Landry Jules Blais Michel Bélanger | Nathalie Beaudoin Gérald Talbot Aucune candidature Jules Blais Aucune candidature |

| Candidats pour la mairie | Vote | % |
| ------------------------ | ---- | - |
| Aucune candidature       |      |   |

| Candidats conseiller #1      | Vote            | %               |
| ---------------------------- | --------------- | --------------- |
| Nathalie Beaudoin (Sortante) | Sans opposition | Sans opposition |

| Candidats conseiller #2 | Vote            | %               |
| ----------------------- | --------------- | --------------- |
| Gérald Talbot (Sortant) | Sans opposition | Sans opposition |

| Candidats conseiller #3 | Vote | % |
| ----------------------- | ---- | - |
| Aucune candidature      |      |   |

| Candidats conseiller #4 | Vote | % |
| ----------------------- | ---- | - |
| Aucune candidature      |      |   |

| Candidats conseiller #5 | Vote            | %               |
| ----------------------- | --------------- | --------------- |
| Jules Blais (Sortant)   | Sans opposition | Sans opposition |

| Candidats conseiller #6 | Vote | % |
| ----------------------- | ---- | - |
| Aucune candidature      |      |   |

- Élection sans opposition de Danye Anctil au poste de mairesse, de Nathalie Deladurantaye au poste de conseillère #3, de Jacques Caron au poste et conseiller #4 et de Michel Bélanger au poste de conseiller #6 en octobre-novembre 2021[12].

| Candidats pour la mairie | Vote            | %               |
| ------------------------ | --------------- | --------------- |
| Danye Anctil (Sortante)  | Sans opposition | Sans opposition |

| Candidats conseiller #3 | Vote            | %               |
| ----------------------- | --------------- | --------------- |
| Nathalie Deladurantaye  | Sans opposition | Sans opposition |

| Candidats conseiller #4 | Vote            | %               |
| ----------------------- | --------------- | --------------- |
| Jacques Caron           | Sans opposition | Sans opposition |

| Candidats conseiller #6   | Vote            | %               |
| ------------------------- | --------------- | --------------- |
| Michel Bélanger (sortant) | Sans opposition | Sans opposition |

- Démission de Nathalie Beaudoin, conseillère #1, le 13 octobre 2021. La période étant trop courte pour la mise en candidature avant le scrutin de novembre, une élection partielle sera organisée le 20 février 2022[13]

- Démission de Jacques Caron, conseiller #4, le 2 novembre 2021[14]. Étant seul candidat, M. Caron avait été élu sans opposition avant la date officielle du scrutin dans l'ensemble des municipalités du Québec le 7 novembre 2021.

- Élection de Caroline Pelchat au poste de conseillère #1 et de Jacques Caron au poste de conseiller #4 le 20 février 2022[15].

| Candidats conseiller #1 | Vote | %   |
| ----------------------- | ---- | --- |
| Caroline Pelchat        | n/d  | n/d |

| Candidats conseiller #4 | Vote | %   |
| ----------------------- | ---- | --- |
| Jacques Caron (sortant) | n/d  | n/d |

- Démission de Gérald Talbot, conseiller #2, et de Nathalie Deladurantaye, conseillère #3, le 2 mai 2023[16].

- Élection sans opposition de Lucie Cantin au poste de conseillère #2 et de Mario Bernier au poste de conseiller #3 le 9 juillet 2023[17].

| Candidats conseiller #2 | Vote            | %               |
| ----------------------- | --------------- | --------------- |
| Lucie Cantin            | Sans opposition | Sans opposition |

| Candidats conseiller #3 | Vote            | %               |
| ----------------------- | --------------- | --------------- |
| Mario Bernier           | Sans opposition | Sans opposition |

### Saint-Antoine-de-l'Isle-aux-Grues
Résultats
|             | Élection (2017)                                                                 | Dissolution (2021)                                                              | Élection (2021)                                                                 |
| Maire       | Pierre Gariepy                                                                  | Pierre Gariepy                                                                  | Pierre Gariépy                                                                  |
| Conseillers | Gaston Robin Édith Rousseau Yvon Roy Pierre Larouche Luc Vézina Michel Rousseau | Gaston Robin Édith Rousseau Yvon Roy Pierre Larouche Luc Vézina Michel Rousseau | Simon Nadeau Édith Rousseau Yvon Roy Pierre Larouche Luc Vézina Michel Rousseau |

| Taux de participation :                | Taux de participation :                | Taux de participation :                | Taux de participation :                | Taux de participation :                | 69,6 % |
| Nombre de votes valides :              | Nombre de votes valides :              | Nombre de votes valides :              | Nombre de votes valides :              | Nombre de votes valides :              | 96     |
| Nombre de votes rejetées à la mairie : | Nombre de votes rejetées à la mairie : | Nombre de votes rejetées à la mairie : | Nombre de votes rejetées à la mairie : | Nombre de votes rejetées à la mairie : | 16     |
| Nombre d'électeurs inscrits :          | Nombre d'électeurs inscrits :          | Nombre d'électeurs inscrits :          | Nombre d'électeurs inscrits :          | Nombre d'électeurs inscrits :          | 161    |

| Candidats pour la mairie | Vote | %     |
| ------------------------ | ---- | ----- |
| Pierre Gariépy (Sortant) | 80   | 83,33 |
| Manon Bourgault          | 16   | 16,67 |

| Candidats conseiller #1 | Vote | %     |
| ----------------------- | ---- | ----- |
| Simon Nadeau            | 73   | 68,87 |
| Rény Raiche-Grégoire    | 33   | 31,13 |

| Candidats conseiller #2   | Vote            | %               |
| ------------------------- | --------------- | --------------- |
| Édith Rousseau (Sortante) | Sans opposition | Sans opposition |

| Candidats conseiller #3 | Vote            | %               |
| ----------------------- | --------------- | --------------- |
| Yvon Roy (Sortant)      | Sans opposition | Sans opposition |

| Candidats conseiller #4   | Vote            | %               |
| ------------------------- | --------------- | --------------- |
| Pierre Larouche (Sortant) | Sans opposition | Sans opposition |

| Candidats conseiller #5 | Vote            | %               |
| ----------------------- | --------------- | --------------- |
| Luc Vézina (Sortant)    | Sans opposition | Sans opposition |

| Candidats conseiller #6   | Vote            | %               |
| ------------------------- | --------------- | --------------- |
| Michel Rousseau (Sortant) | Sans opposition | Sans opposition |

- Démission de Pierre Gariépy, maire, le 13 février 2023[18].

- Élection de Frédéric Poulin au poste de maire et de Martin Papineau au poste de conseiller #4 le 23 avril 2023[18].

| Candidats pour la mairie | Vote | %   |
| ------------------------ | ---- | --- |
| Frédéric Poulin          | +3   | n/d |
| Ariane Tessier-Moreau    | n/d  | n/d |

| Candidats conseiller #4 | Vote | %   |
| ----------------------- | ---- | --- |
| Martin Papineau         | +2   | n/d |
| Virginie Gagnon         | n/d  | n/d |

### Saint-Fabien-de-Panet
Résultats
|             | Élection (2017)                                                                      | Dissolution (2021)                                                                    | Élection (2021)                                                                              |
| Maire       | Claude Doyon                                                                         | Claude Doyon                                                                          | Laurent Laverdière                                                                           |
| Conseillers | Nancy Gauvin Patrick Jeffrey Réal Francoeur Lyne Hébert Laurent Larivière Jean Doyon | Nancy Gauvin Dominic Gonthier Réal Francoeur Lyne Hébert Laurent Larivière Jean Doyon | Stéphane Roy Sylvain Lachance Sarah Dufour Andrée Ann Gaudreault Dominic Gonthier Jean Doyon |

| Candidats pour la mairie                      | Vote            | %               |
| --------------------------------------------- | --------------- | --------------- |
| Laurent Laverdière (Sortant d'un autre poste) | Sans opposition | Sans opposition |

| Candidats conseiller #1 | Vote            | %               |
| ----------------------- | --------------- | --------------- |
| Stéphane Roy            | Sans opposition | Sans opposition |

| Candidats conseiller #2                | Vote | %     |
| -------------------------------------- | ---- | ----- |
| Sylvain Lachance                       | 88   | 51,76 |
| Lyne Hébert (Sortant d'un autre poste) | 82   | 48,24 |

| Candidats conseiller #3 | Vote            | %               |
| ----------------------- | --------------- | --------------- |
| Sara Dufour             | Sans opposition | Sans opposition |

| Candidats conseiller #4 | Vote            | %               |
| ----------------------- | --------------- | --------------- |
| Andrée Ann Gaudreault   | Sans opposition | Sans opposition |

| Candidats conseiller #5                     | Vote            | %               |
| ------------------------------------------- | --------------- | --------------- |
| Dominic Gonthier (Sortant d'un autre poste) | Sans opposition | Sans opposition |

| Candidats conseiller #6 | Vote            | %               |
| ----------------------- | --------------- | --------------- |
| Jean Doyon (Sortant)    | Sans opposition | Sans opposition |

- Démission de Sylvain Lachance, conseiller #2, le 10 janvier 2023[19].

- Démission de Sara Dufour, conseillère #3, le 18 janvier 2023[20].

- Départ d'Andrée-Ann Gaudreault entre le 6 février et le 23 avril 2023.

- Élection de Michaël Mailhot au poste de conseiller #2 et d'Alice Lenoir au poste de conseillère #3, ainsi que élection sans opposition de Gladys Mercier au poste de conseillère #4 le 23 avril 2023[21].

| Candidats conseiller #2 | Vote | %     |
| ----------------------- | ---- | ----- |
| Michaël Mailhot         | 214  | 91,06 |
| Myriam Bélanger         | 21   | 8,97  |
| Bulletins rejetés       | 6    |       |

| Candidats conseiller #2 | Vote | %     |
| ----------------------- | ---- | ----- |
| Alice Lenoir            | 216  | 91,14 |
| Yvon Bélanger           | 21   | 8,86  |
| Buletins rejetés        | 4    |       |

| Candidats conseiller #4 | Vote            | %               |
| ----------------------- | --------------- | --------------- |
| Gladys Mercier          | Sans opposition | Sans opposition |

### Saint-François-de-la-Rivière-du-Sud
Résultats
|             | Élection (2017)                                                                                         | Dissolution (2021)                                                                                  | Élection (2021)                                                                                              |
| Maire       | Frédéric Jean                                                                                           | Frédéric Jean                                                                                       | Frédéric Jean                                                                                                |
| Conseillers | Aucune candidature Sandra Proulx Jean-Guy St-Pierre Jean-Yves Gosselin Chantal Blanchette Yves Laflamme | Huguette Blais Sandra Proulx Jean-Guy St-Pierre Jean-Yves Gosselin Chantal Blanchette Yves Laflamme | Melyssa Talbot Blais Sandra Proulx Jean-Guy St-Pierre Jean-Yves Gosselin Chantal Blanchette Isabelle Furlott |

| Candidats pour la mairie | Vote            | %               |
| ------------------------ | --------------- | --------------- |
| Frédéric Jean (Sortant)  | Sans opposition | Sans opposition |

| Candidats conseiller #2 | Vote            | %               |
| ----------------------- | --------------- | --------------- |
| Melyssa Talbot Blais    | Sans opposition | Sans opposition |

| Candidats conseiller #2  | Vote            | %               |
| ------------------------ | --------------- | --------------- |
| Sandra Proulx (Sortante) | Sans opposition | Sans opposition |

| Candidats conseiller #3      | Vote            | %               |
| ---------------------------- | --------------- | --------------- |
| Jean-Guy St-Pierre (Sortant) | Sans opposition | Sans opposition |

| Candidats conseiller #4      | Vote            | %               |
| ---------------------------- | --------------- | --------------- |
| Jean-Yves Gosselin (Sortant) | Sans opposition | Sans opposition |

| Candidats conseiller #5       | Vote            | %               |
| ----------------------------- | --------------- | --------------- |
| Chantal Blanchette (Sortante) | Sans opposition | Sans opposition |

| Candidats conseiller #6 | Vote | %     |
| ----------------------- | ---- | ----- |
| Isabelle Furlott        | 218  | 51,05 |
| Yves Laflamme (Sortant) | 209  | 48,95 |

### Saint-Just-de-Bretenières
Résultats
|             | Élection (2017)                                                                               | Dissolution (2021)                                                                            | Élection (2021)                                                                                  |
| Maire       | Donald Gilbert                                                                                | Donald Gilbert                                                                                | Donald Gilbert                                                                                   |
| Conseillers | Max Laurent Vidal Raynald Forgues Jessie Gonthier Lajoie Yan Bolduc Lise Robert Benoit Vachon | Max Laurent Vidal Raynald Forgues Jessie Gonthier Lajoie Yan Bolduc Lise Robert Benoit Vachon | Max Laurent Vidal Raynald Forgues Yan Bolduc Gonthier-Lajoie Jessie Simon Pelchat Étienne Fortin |

| Taux de participation :                | Taux de participation :                | Taux de participation :                | Taux de participation :                | Taux de participation :                | 62,8 % |
| Nombre de votes valides :              | Nombre de votes valides :              | Nombre de votes valides :              | Nombre de votes valides :              | Nombre de votes valides :              | 364    |
| Nombre de votes rejetées à la mairie : | Nombre de votes rejetées à la mairie : | Nombre de votes rejetées à la mairie : | Nombre de votes rejetées à la mairie : | Nombre de votes rejetées à la mairie : | 2      |
| Nombre d'électeurs inscrits :          | Nombre d'électeurs inscrits :          | Nombre d'électeurs inscrits :          | Nombre d'électeurs inscrits :          | Nombre d'électeurs inscrits :          | 583    |

| Partis | Partis                | Candidats pour la mairie | Vote | %     |
| ------ | --------------------- | ------------------------ | ---- | ----- |
|        | Indépendant           | Donald Gilbert (Sortant) | 292  | 80,22 |
|        | Équipe Avenir St-Just | Marc Gilbert             | 72   | 19,78 |

| Partis | Partis                | Candidats conseiller #1     | Vote | %     |
| ------ | --------------------- | --------------------------- | ---- | ----- |
|        | Indépendant           | Max Laurent Vidal (Sortant) | 273  | 78,22 |
|        | Équipe Avenir St-Just | Sylvie Gilbert              | 76   | 21,78 |

| Partis | Partis      | Candidats conseiller #2   | Vote            | %               |
| ------ | ----------- | ------------------------- | --------------- | --------------- |
|        | Indépendant | Raynald Forgues (Sortant) | Sans opposition | Sans opposition |

| Partis | Partis                | Candidats conseiller #3 | Vote | %     |
| ------ | --------------------- | ----------------------- | ---- | ----- |
|        | Indépendant           | Yan Bolduc (Sortant)    | 268  | 76,14 |
|        | Équipe Avenir St-Just | Pierre Auclair          | 84   | 23,86 |

| Partis | Partis      | Candidats conseiller #4          | Vote            | %               |
| ------ | ----------- | -------------------------------- | --------------- | --------------- |
|        | Indépendant | Gonthier-Lajoie Jessie (Sortant) | Sans opposition | Sans opposition |

| Partis | Partis                | Candidats conseiller #5 | Vote | %     |
| ------ | --------------------- | ----------------------- | ---- | ----- |
|        | Indépendant           | Simon Pelchat           | 282  | 79,66 |
|        | Équipe Avenir St-Just | Michel Julien           | 72   | 20,34 |

| Partis | Partis                | Candidats conseiller #6 | Vote | %     |
| ------ | --------------------- | ----------------------- | ---- | ----- |
|        | Indépendant           | Étienne Fortin          | 221  | 61,22 |
|        | Indépendant           | Benoît Vachon (Sortant) | 77   | 21,33 |
|        | Équipe Avenir St-Just | Jason Mathieu           | 63   | 17,45 |

### Saint-Paul-de-Montminy
Résultats
|             | Élection (2017)                                                                    | Dissolution (2021)                                                                 | Élection (2021)                                                                                          |
| Maire       | Alain Talbot                                                                       | Alain Talbot                                                                       | Alain Talbot                                                                                             |
| Conseillers | Guy Boivin Martin Boulet Christian Nadeau Gaston Lessard Odile Blais Rémi Fontaine | Guy Boivin Martin Boulet Christian Nadeau Gaston Lessard Odile Blais Rémi Fontaine | Guy Boivin Serge A. Lavoie Christian Nadeau Aucune candidature Marie-Hélène Pilote Jean-François Mayrand |

| Candidats pour la mairie | Vote            | %               |
| ------------------------ | --------------- | --------------- |
| Alain Talbot (Sortant)   | Sans opposition | Sans opposition |

| Candidats conseiller #1 | Vote            | %               |
| ----------------------- | --------------- | --------------- |
| Guy Boivin (Sortant)    | Sans opposition | Sans opposition |

| Candidats conseiller #2 | Vote            | %               |
| ----------------------- | --------------- | --------------- |
| Serge A. Lavoie         | Sans opposition | Sans opposition |

| Candidats conseiller #3    | Vote            | %               |
| -------------------------- | --------------- | --------------- |
| Christian Nadeau (Sortant) | Sans opposition | Sans opposition |

| Candidats conseiller #4 | Vote | % |
| ----------------------- | ---- | - |
| Aucune candidature      |      |   |

| Candidats conseiller #5 | Vote            | %               |
| ----------------------- | --------------- | --------------- |
| Marie-Hélène Pilote     | Sans opposition | Sans opposition |

| Candidats conseiller #6 | Vote            | %               |
| ----------------------- | --------------- | --------------- |
| Jean-François Mayrand   | Sans opposition | Sans opposition |

- Élection sans opposition de René Hamelin au poste de conseiller #4 le 28 novembre 2021[22].

| Candidats conseiller #4 | Vote            | %               |
| ----------------------- | --------------- | --------------- |
| René Hamelin            | Sans opposition | Sans opposition |

- Démission de René Hamelin, conseiller #4, annoncée lors de la séance du 7 février 2022[23].

- Élection sans opposition d'Éric Tanguay au poste de conseiller #4 le 5 juin 2022[24].

| Candidats conseiller #4 | Vote            | %               |
| ----------------------- | --------------- | --------------- |
| Éric Tanguay            | Sans opposition | Sans opposition |
| Richard Martel          | Désistement     | Désistement     |

### Saint-Pierre-de-la-Rivière-du-Sud
Résultats
|             | Élection (2017)                                                                                    | Dissolution (2021)                                                                                 | Élection (2021)                                                                        |
| Maire       | Alain Fortier                                                                                      | Alain Fortier                                                                                      | Alain Fortier                                                                          |
| Conseillers | Marie-Claude Fortin Christian Collin Daniel Dionne Jason Picard Gosselin Claude Fiset Annie Vézina | Marie-Claude Fortin Christian Collin Daniel Dionne Jason Picard Gosselin Claude Fiset Annie Vézina | Pierre Bertrand Christian Collin Daniel Dionne Joël Bouffard Claude Fiset Annie Vézina |

| Candidats pour la mairie | Vote            | %               |
| ------------------------ | --------------- | --------------- |
| Alain Fortier (Sortant)  | Sans opposition | Sans opposition |

| Candidats conseiller #1 | Vote            | %               |
| ----------------------- | --------------- | --------------- |
| Pierre Bertrand         | Sans opposition | Sans opposition |

| Candidats conseiller #2    | Vote            | %               |
| -------------------------- | --------------- | --------------- |
| Christian Collin (Sortant) | Sans opposition | Sans opposition |

| Candidats conseiller #3 | Vote            | %               |
| ----------------------- | --------------- | --------------- |
| Daniel Dionne (Sortant) | Sans opposition | Sans opposition |

| Candidats conseiller #4 | Vote            | %               |
| ----------------------- | --------------- | --------------- |
| Joël Bouffard           | Sans opposition | Sans opposition |

| Candidats conseiller #5 | Vote            | %               |
| ----------------------- | --------------- | --------------- |
| Claude Fiset (Sortant)  | Sans opposition | Sans opposition |

| Candidats conseiller #6 | Vote            | %               |
| ----------------------- | --------------- | --------------- |
| Annie Vézina (Sortante) | Sans opposition | Sans opposition |

- Démission de Pierre Bertrand, conseiller #1, le 22 novembre 2023[25].

- Élection partielle au poste de conseiller #1 le 24 mars 2024.

### Sainte-Apolline-de-Patton
Résultats
|             | Élection (2017)                                                                              | Dissolution (2021)                                                             | Élection (2021)                                                                          |
| Maire       | Lucien Lavoie                                                                                | Bruno Gagné                                                                    | Bruno Gagné                                                                              |
| Conseillers | Dominique Bernard Sylvain Gagné-Bernier Mario Nadeau Bruno Gagné Mathieu Therrien Linda Paré | Dominique Bernard Vacant Mario Nadeau Rémi Laprise Mathieu Therrien Linda Paré | Michel Desjardins Éric Langlois Aucune candidature Katy Dubé Mathieu Therrien Linda Paré |

| Candidats pour la mairie | Vote            | %               |
| ------------------------ | --------------- | --------------- |
| Bruno Gagné (Sortant)    | Sans opposition | Sans opposition |

| Candidats conseiller #1 | Vote            | %               |
| ----------------------- | --------------- | --------------- |
| Michel Desjardins       | Sans opposition | Sans opposition |

| Candidats conseiller #2 | Vote            | %               |
| ----------------------- | --------------- | --------------- |
| Éric Langlois           | Sans opposition | Sans opposition |

| Candidats conseiller #3 | Vote | % |
| ----------------------- | ---- | - |
| Aucune candidature      |      |   |

| Candidats conseiller #4 | Vote            | %               |
| ----------------------- | --------------- | --------------- |
| Katy Dubé               | Sans opposition | Sans opposition |

| Candidats conseiller #5    | Vote            | %               |
| -------------------------- | --------------- | --------------- |
| Mathieu Therrien (Sortant) | Sans opposition | Sans opposition |

| Candidats conseiller #6                | Vote            | %               |
| -------------------------------------- | --------------- | --------------- |
| Linda Paré (Sortante d'un autre poste) | Sans opposition | Sans opposition |

- Élection de France Couture au poste de conseillère #3 le 12 décembre 2021[26].

| Candidats conseiller #3 | Vote     | %     |
| ----------------------- | -------- | ----- |
| France Couture          | 81       | 88,04 |
| Sylvie Marceau          | 11       | 11,96 |
| Bulletins rejetés       | 0        |       |
| Taux de participation   | 92 / 483 | 19,05 |

- Démission de Katy Dubé, conseillère #4, et de Mathieu Therrien, conseiller #5, le 2 juin 2023[27].

- Départ de Michel Desjardins, conseiller #1, et de Linda Paré, conseiller #6, en 2023.

- Élection de Michel Desjardins au poste de conseiller #1, de Dominique Bernard au poste de conseiller #4, de Mathieu Therrien au poste de conseiller #5 et de Linda Paré au poste de conseillère #6 le 8 octobre 2023[28].

| Candidats conseiller #1     | Vote      | %     |
| --------------------------- | --------- | ----- |
| Michel Desjardins (sortant) | 142       | 57,72 |
| Serge Gilbert               | 104       | 42,28 |
| Bulletins rejetés           | 3         |       |
| Taux de participation       | 249 / 494 | 50,40 |

| Candidats conseiller #4 | Vote            | %               |
| ----------------------- | --------------- | --------------- |
| Dominique Bernard       | Sans opposition | Sans opposition |

| Candidats conseiller #5    | Vote            | %               |
| -------------------------- | --------------- | --------------- |
| Mathieu Therrien (sortant) | Sans opposition | Sans opposition |

| Candidats conseiller #1 | Vote      | %     |
| ----------------------- | --------- | ----- |
| Linda Paré (sortante)   | 185       | 75,82 |
| Jacques Pelletier       | 59        | 24,18 |
| Bulletins rejetés       | 5         |       |
| Taux de participation   | 249 / 494 | 50,40 |

### Sainte-Euphémie-sur-Rivière-du-Sud
Résultats
|             | Élection (2017)                                                                                 | Dissolution (2021)                                                                              | Élection (2021)                                                                             |
| Maire       | Denis Giroux                                                                                    | Gilles Giroux                                                                                   | Gilles Giroux                                                                               |
| Conseillers | Normand Breton Jean-Marie Therrien Denis Laprise Jean-Claude Giroux Steeve Raby Émilien Morency | Normand Breton Jean-Marie Therrien Denis Laprise Jean-Claude Giroux Steeve Raby Émilien Morency | Madeleine Vermette Lydiane Bernard Denis Laprise Jean-Claude Giroux Steeve Raby Éric Tablot |

| Candidats pour la mairie | Vote            | %               |
| ------------------------ | --------------- | --------------- |
| Gilles Giroux (Sortant)  | Sans opposition | Sans opposition |

| Candidats conseiller #1 | Vote            | %               |
| ----------------------- | --------------- | --------------- |
| Madeleine Vermette      | Sans opposition | Sans opposition |

| Candidats conseiller #2 | Vote | %     |
| ----------------------- | ---- | ----- |
| Lydiane Bernard         | 155  | 86,11 |
| Gaétan Lapointe         | 25   | 13,89 |

| Candidats conseiller #3 | Vote | %     |
| ----------------------- | ---- | ----- |
| Denis Laprise (Sortant) | 112  | 63,28 |
| Claude Desrosiers       | 65   | 36,72 |

| Candidats conseiller #4      | Vote            | %               |
| ---------------------------- | --------------- | --------------- |
| Jean-Claude Giroux (Sortant) | Sans opposition | Sans opposition |

| Candidats conseiller #5 | Vote            | %               |
| ----------------------- | --------------- | --------------- |
| Steeve Raby (Sortant)   | Sans opposition | Sans opposition |

| Candidats conseiller #6 | Vote | %     |
| ----------------------- | ---- | ----- |
| Éric Talbot             | 144  | 80,45 |
| Mario Noël              | 35   | 19,55 |

- Départ de Lydiane Bernard, conseillère #2, avant la séance du 5 juin 2023[29].

- Élection sans opposition de Styves Laprise au poste de conseiller #2 le 17 septembre 2023[30].

| Candidats conseiller #2 | Vote            | %               |
| ----------------------- | --------------- | --------------- |
| Styves Laprise          | Sans opposition | Sans opposition |
| Marjolaine Fradette     | Désistement     | Désistement     |

### Sainte-Lucie-de-Beauregard
Résultats
|             | Élection (2017)                                                                     | Dissolution (2021)                                                                  | Élection (2021)                                                                           |
| Maire       | Louis Lachance                                                                      | Louis Lachance                                                                      | Louis Lachance                                                                            |
| Conseillers | Bruno Couette Liette Dodier Gaston Roy Mathieu Couette Christine Paré Serge Bernard | Bruno Couette Liette Dodier Gaston Roy Mathieu Couette Christine Paré Serge Bernard | Pierre-Élie Bilodeau Liette Dodier Gaston Roy Dominick Dubé Nicole Gautreau Serge Bernard |

| Candidats pour la mairie | Vote            | %               |
| ------------------------ | --------------- | --------------- |
| Louis Lachance (Sortant) | Sans opposition | Sans opposition |

| Candidats conseiller #1 | Vote            | %               |
| ----------------------- | --------------- | --------------- |
| Pierre-Élie Bilodeau    | Sans opposition | Sans opposition |

| Candidats conseiller #2  | Vote            | %               |
| ------------------------ | --------------- | --------------- |
| Liette Dodier (Sortante) | Sans opposition | Sans opposition |

| Candidats conseiller #3 | Vote            | %               |
| ----------------------- | --------------- | --------------- |
| Gaston Roy (Sortant)    | Sans opposition | Sans opposition |

| Candidats conseiller #4 | Vote            | %               |
| ----------------------- | --------------- | --------------- |
| Dominick Dubé           | Sans opposition | Sans opposition |

| Candidats conseiller #5 | Vote            | %               |
| ----------------------- | --------------- | --------------- |
| Nicole Gautreau         | Sans opposition | Sans opposition |

| Candidats conseiller #6 | Vote            | %               |
| ----------------------- | --------------- | --------------- |
| Serge Bernard (Sortant) | Sans opposition | Sans opposition |